# Kolej tybetańska
Linia kolejowa Qinghai-Tybet (chiń. upr. 青藏铁路; chiń. trad. 青藏鐵路; pinyin Qīngzàng Tiělù; tyb.: མཚོ་བོད་ལྕགས་ལམ།, Wylie: mtsho bod lcags lam) – linia łącząca Xining (chińskie miasto w prowincji Qinghai) z Lhasą, stolicą Tybetańskiego Regionu Autonomicznego. Długość całej trasy wynosi 1956 km. Pierwszy odcinek o długości 815 km pomiędzy Xining a Golmud został oddany do użytku w 1984 roku, zaś uruchomienie całej linii nastąpiło w dniu 1 lipca 2006 roku. Jest to najwyżej położony szlak kolejowy na świecie. Koszt jego powstania szacuje się na około 4,1 mld USD. Stacja Tanggula znajdująca się na wysokości 5068 m n.p.m. jest najwyżej położoną stacją kolejową na świecie.

## Historia

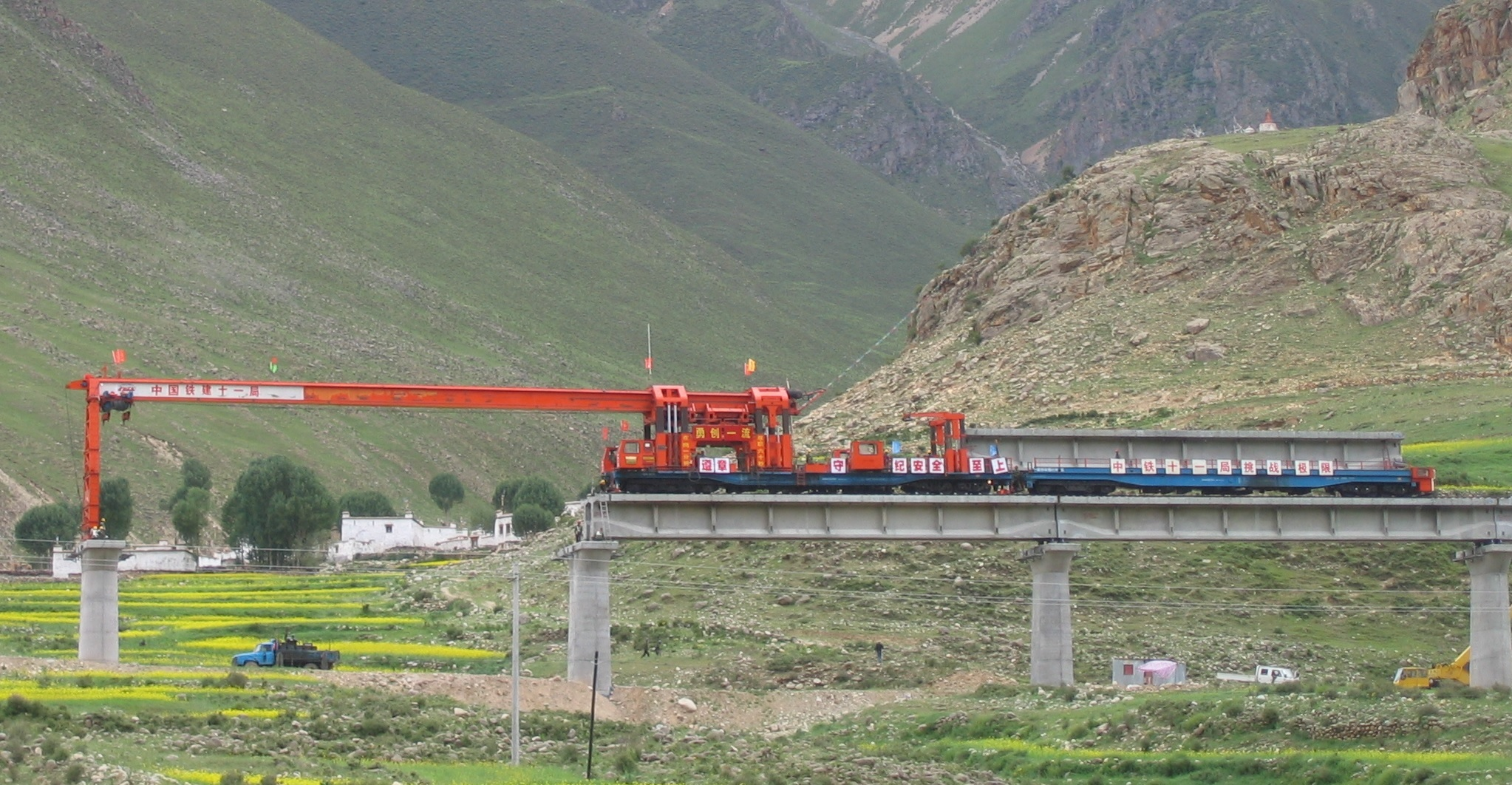
Budowa linii w 2005

W 1956 roku ogłoszono oficjalnie prace nad projektem linii. We wrześniu 1958 roku rozpoczęto prace na odcinku pomiędzy Xining a Golmud, jednak w połowie 1960 roku wszelkie roboty na trasie zostały wstrzymane. Dopiero w lipcu 1973 roku podjęto decyzję o wznowieniu budowy na całej trasie. Z uwagi na trudności techniczne w 1978 roku ponownie zawieszono pracę, jednak zdołano ukończyć pierwszy fragment i w 1984 roku oddano do użytku odcinek linii do Golmud. Kolejna debata o budowie reszty trasy odbyła się w latach 1997–2000. Pod koniec czerwca 2001 roku rozpoczęto prace na odcinku Golmud – Lhasa. W dniu 1 lipca 2006 roku nastąpiło uruchomienie całej linii pomiędzy Xining a Lhasą. W dniu 24 października 2013 roku zdarzył się najpoważniejszy od dnia otwarcia wypadek na trasie, kiedy pusty pociąg uderzył w drugi niedaleko Golmudu. Zginęła 1 osoba, 3 zostały ciężko ranne, zaś 50 osób musiało zostać odwiezionych do szpitala.

## Charakterystyka

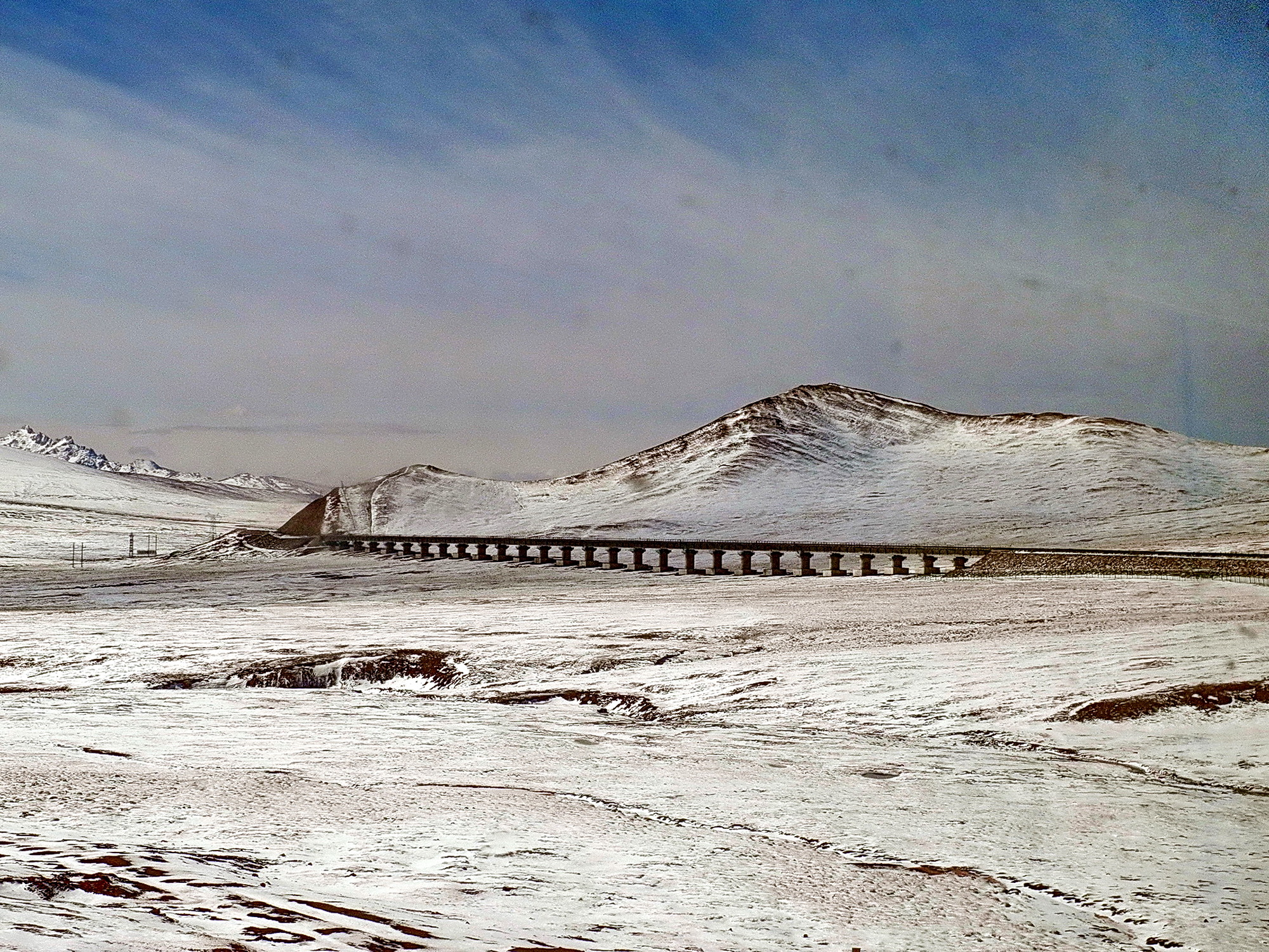
Odcinek po minięciu Golmudu

Cała trasa biegnąca z Xining do Lhasy liczy 1956 km i w najwyższym punkcie, biegnąc przez przełęcz Tanggula w paśmie górskim Tanggula Shanmai, osiąga wysokość 5072 m n.p.m. Na jego trasie znajduje się również najwyżej położony tunel kolejowy na świecie (tunel Fenghuoshan – wysokość 4905 m n.p.m., długość 1338 metrów) oraz drugi najdłuższy tunel kolejowy w Chinach – Nowy Tunel Guanjiao o długości 32,64 km. Ponad 80% całej trasy znajduje się na poziomie wyższym niż 4000 m n.p.m., zaś 550 km znajduje się w strefie wiecznej zmarzliny. Jej tajanie powoduje osiadanie gruntu, co doprowadza do niszczenia konstrukcji torowiska. Dlatego największym wyzwaniem w czasie budowy było utrzymanie w czasie prac budowlanych niestopionej zmarzliny i zapobieżenie jej topnieniu w czasie eksploatacji kolei; wymaga to izolacji zmarzliny od dopływu ciepła. Taką funkcję na większości trasy spełniają wysokie nasypy, w dużej części zbudowane z kamieni, pomiędzy którymi uwięzione powietrze pełni funkcję izolatora. Dodatkowo u podstawy nasypu w poprzek umieszczono rury o otwartych końcach, mające izolować nasyp od podłoża. To rozwiązanie zapożyczono od Tybetańczyków, którzy stosują je przy wznoszeniu budynków. Miejscami są też wbite w ziemię rury wypełnione amoniakiem, który parując u podstawy odbiera ciepło z gruntu, a następnie oddaje je skraplając się w górnej części w czasie zimy. Nad terenami o bardziej niestabilnym podłożu zbudowano wiadukty. Ich podpory sięgają 20 m w głąb ziemi. Największym wyzwaniem było drążenie tuneli w wiecznej zmarzlinie, co wymagało utrzymania ujemnej temperatury mimo ciepła wydzielanego przez pracujące maszyny i ludzi. W tym celu na budowie zastosowano wentylatory. Inną trudnością są liczne aktywne uskoki tektoniczne. Przez pięć lat magistralę budowało około 20 tys. robotników.
W trakcie budowy zadbano o środowisko naturalne. Zbudowano wiele przejść dla zwierząt o łącznej szerokości 46 km, w tym 143 o szerokości większej niż 100 metrów. Licząc pozostałe możliwe do przekroczenia miejsca, szerokość wszystkich przejść wynosi 259 km. Pomijając lata budowy linii, obecnie infrastruktura kolejowa nie wpływa znacząco na migrację zwierząt (przede wszystkim na migrację żyjącego na Wyżynie Tybetańskiej cziru tybetańskiego).
Obecnie pociągi jeżdżą z prędkością 140 km/h na trasie z Xining do Golmudu, zaś na odcinku do Lhasy z prędkością 100 km/h (po oblodzonej części) lub 120 km/h (na pozostałym fragmencie). Czas przejazdu całej linii trwa ponad 21 godzin, zaś trasa z Pekinu do Lhasy zajmuje niecałe 42 godziny.

## Stacje

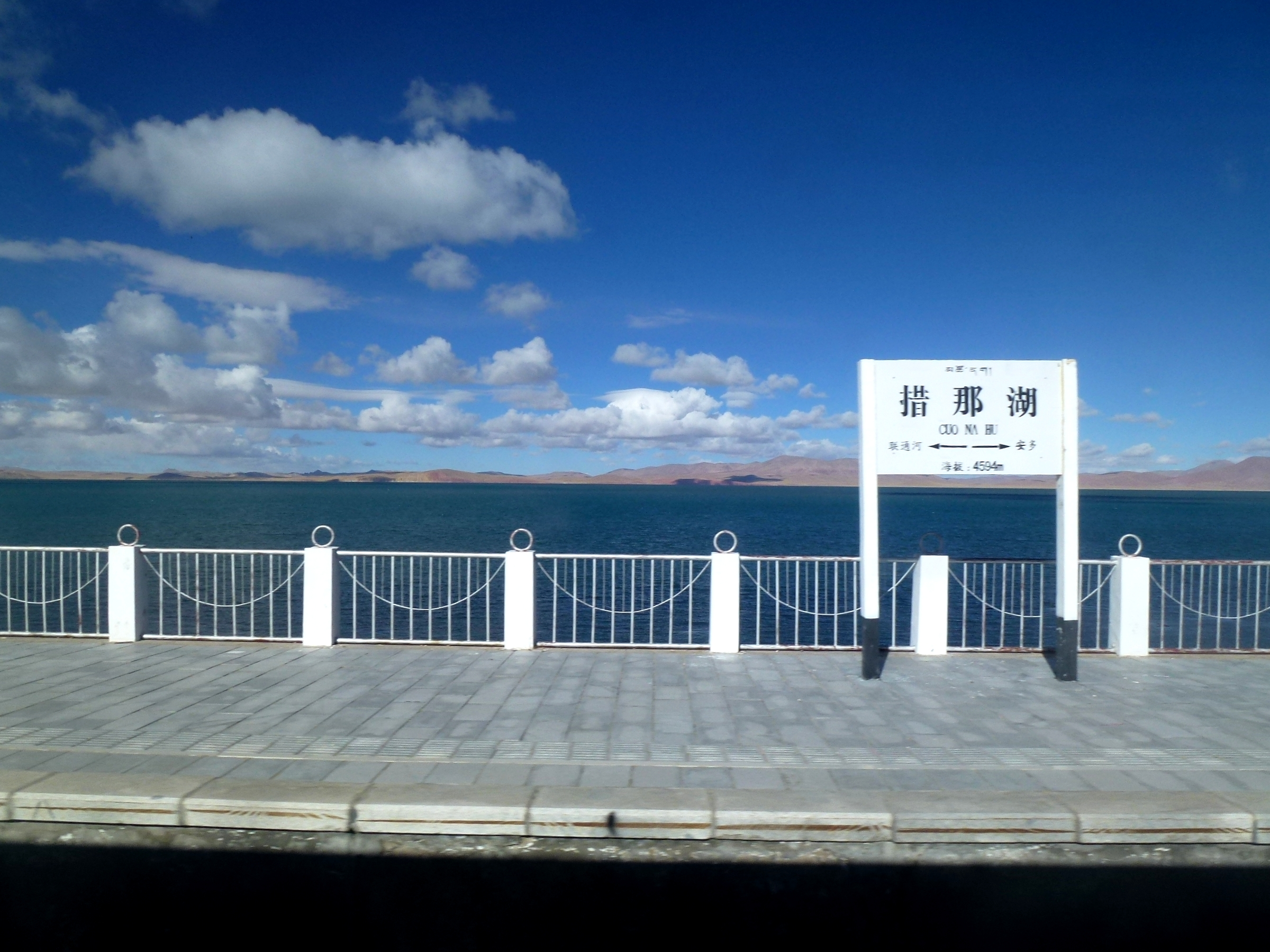
Stacja Cuonahu – jezioro Cona/Tsonag

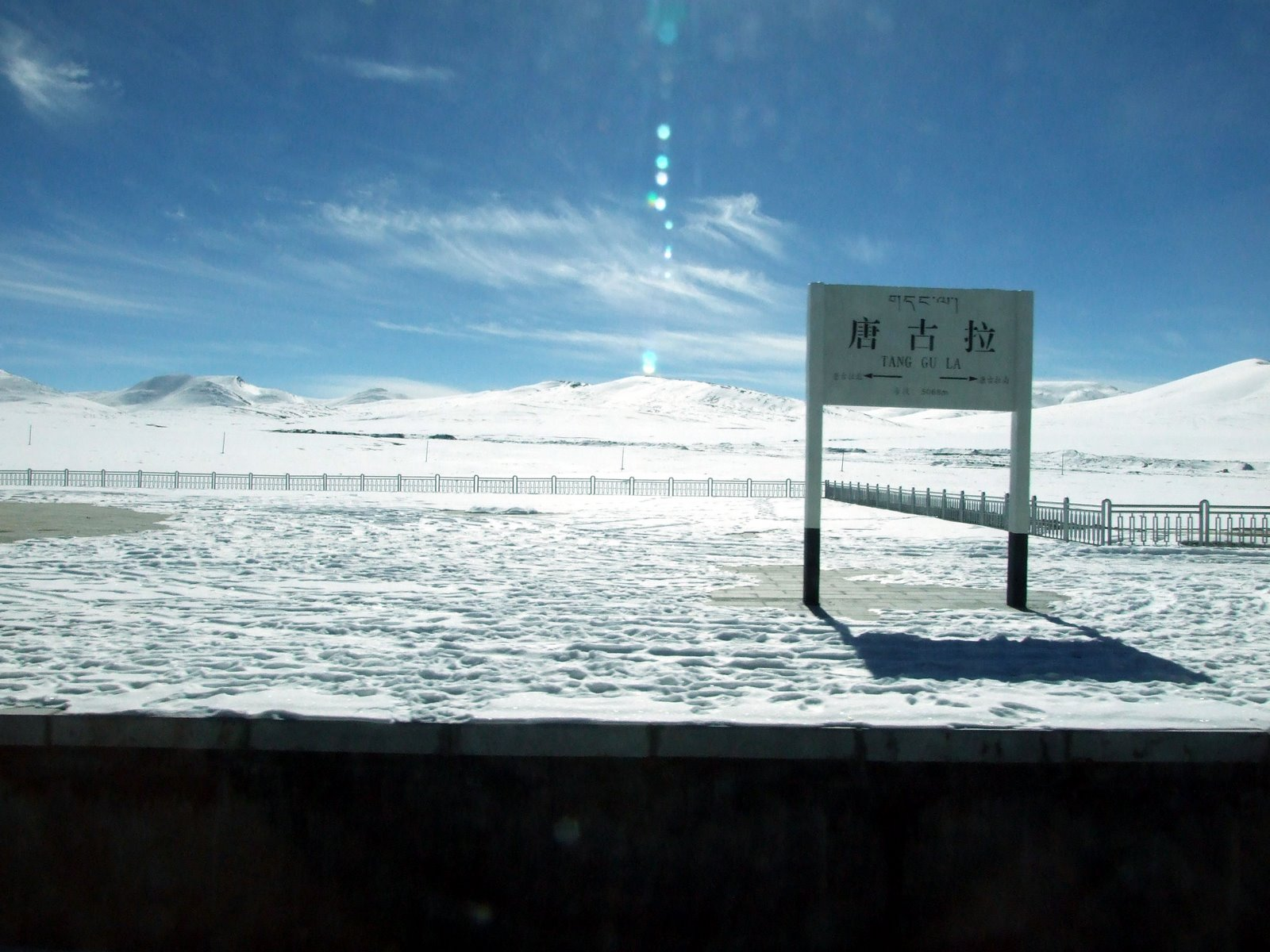
Stacja Tanggula – 5068 m n.p.m.

Cała trasa obejmuje 89 stacji (w tym wyłącznie towarowe), jednakże pociągi kursujące z Xining do Lhasy zatrzymują się po drodze – w zależności od typu pociągu – maksymalnie na pięciu głównych tj. Delingha, Golmud, Amdo, Nagqu i Dangxiong (Damxung). Dodatkowo dwa „turystyczne pociągi” kursujące w porze dziennej na trasie Golmud – Lhasa zatrzymują się na około 15 minut na stacjach posiadających specjalne platformy widokowe:
- Yuzhu Peak (widok na szczyt o takiej samej nazwie mający wysokość 6178 m n.p.m., leżący w łańcuchu górskim Kunlun),
- Chumar Heyan (widok na główną trasę migracyjną cziru tybetańskiego u podnóży gór Kunlun),
- Togtan Heyan (widok na płynącą przez płaskowyż rzekę Tuotuo He, jedną ze źródeł Jangcy),
- Buqiangge (widok na stepy, z ośnieżonymi szczytami pasma górskiego Tanggula Shanmai w tle),
- Thang-la (najwyżej położona stacja kolejowa na świecie – 5068 m n.p.m., znajdująca się na przełęczy w paśmie górskim Tanggula Shanmai),
- Cuonahu (widok na jezioro Cona/Tsonag o powierzchni 300 km²),
- Yangpachen (widok na geotermalne źródła),
- ponadto platformy widokowe znajdują się na stacjach Nagqu i Dangxiong (Damxung) (widok na stepy wysokogórskie na Wyżynie Tybetańskiej).

## Tabor

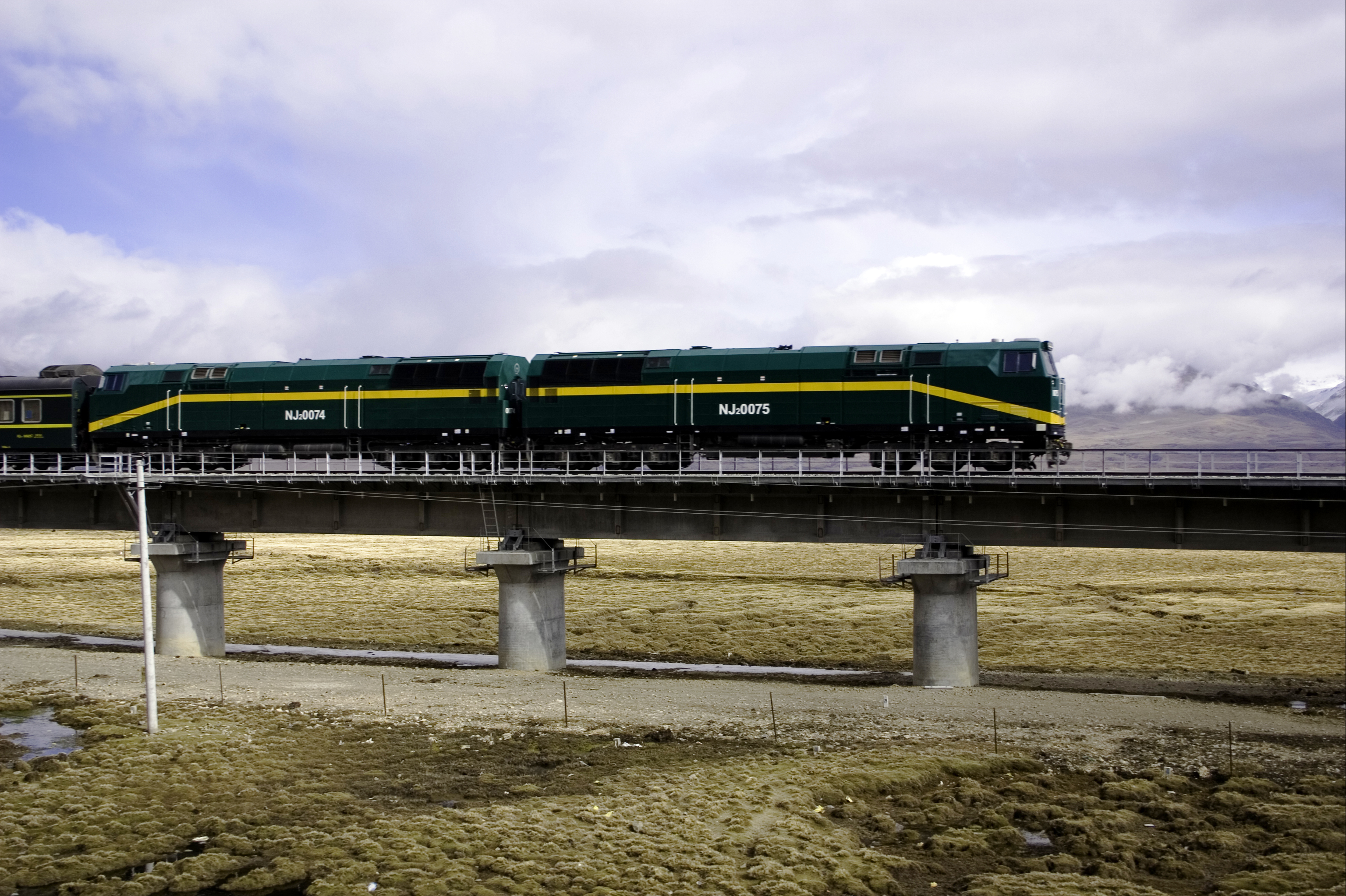
Lokomotywa NJ2

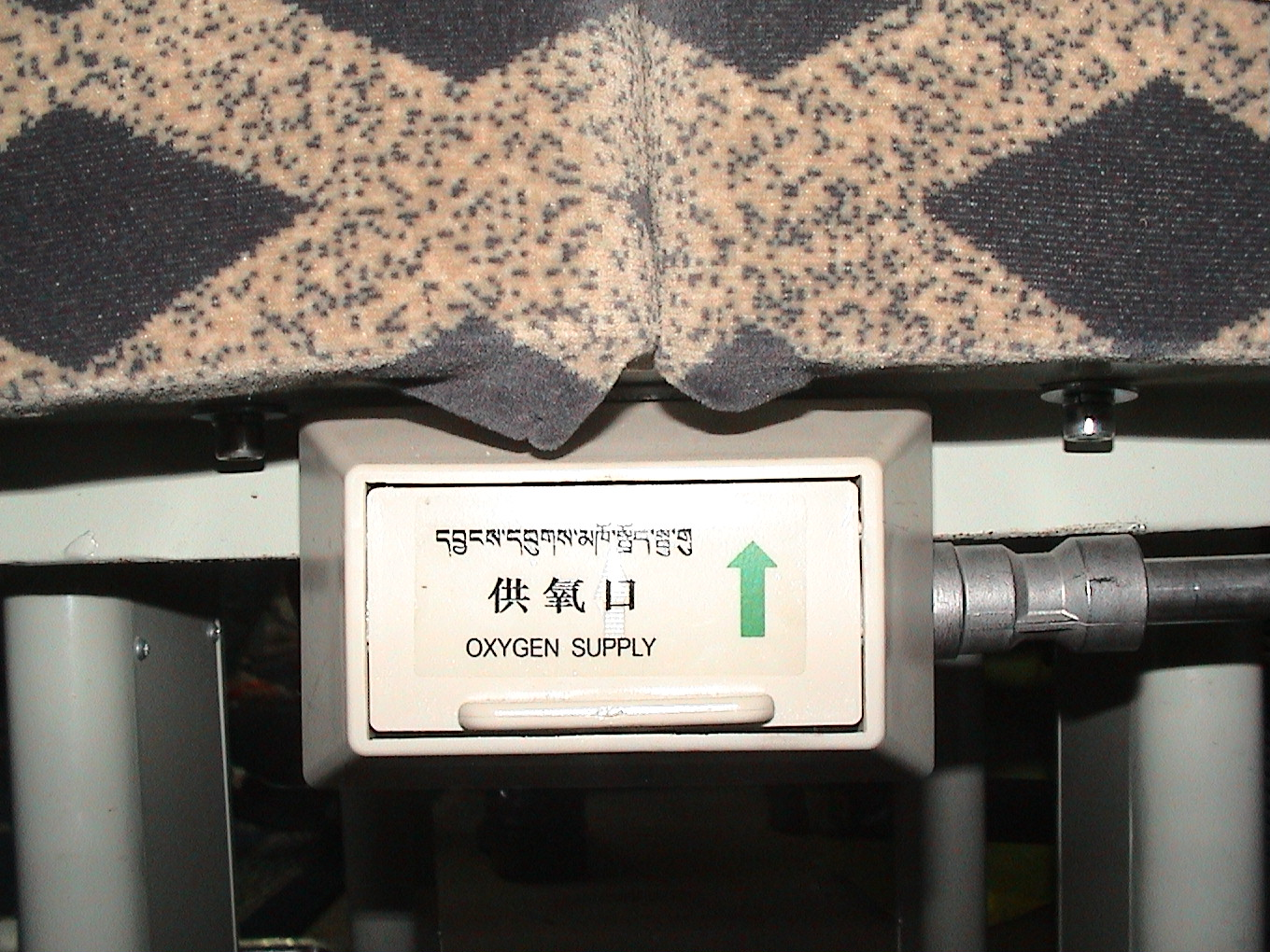
Gniazdo z tlenem

Na odcinku Xining – Golmud od 2015 roku kursują lokomotywy elektryczne HXD1C firmy Zhuzhou Electric Locomotive Company Limited o mocy 7200 kW, specjalnie dostosowane do działania na dużych wysokościach. Pozostałą część trasy do Lhasy obsługują lokomotywy spalinowe NJ2 o mocy 3800 kW, specjalnie zaprojektowane i wyprodukowane do tego celu przez firmę GE Transportation Systems. W celu uniknięcia choroby wysokogórskiej pasażerów, na trasie kursują wagony zaprojektowane przez firmę Bombardier Transportation. Specjalny system tłoczy do wagonów tlen, utrzymując jego zawartość w powietrzu na odpowiednim poziomie; dodatkowo przy każdym siedzeniu lub łóżku znajdują się gniazda, do których można podłączyć maski tlenowe. Wagony posiadają także uszczelniane, podwójne okna (m.in. z powodu trzykrotnie większego promieniowania ultrafioletowego niż na nizinach). Każdym pociągiem jedzie lekarz i pielęgniarka. Pociąg jest wyposażony w urządzenia do zbierania odpadów, ścieków i śmieci, aby nie zanieczyszczać środowiska.

## Znaczenie gospodarcze
Przez pierwsze 10 lat funkcjonowania linii Qinghai – Tybet kolej przewiozła 115 milionów pasażerów i 448 milionów ton ładunku. W 2014 roku 78 procent towarów przywożonych do Tybetańskiego Regionu Autonomicznego była transportowana przez kolej oraz ponad 34 procent ludzi przyjeżdżających/wyjeżdżających z Tybetu skorzystało z pociągów. Liczba turystów odwiedzających Tybet wzrosła z 1,8 mln w 2005 roku do 20,2 mln w 2015 roku. W tym samym okresie produkt brutto regionu wzrósł z 25 miliardów CNY do 102,6 CNY.

## Protesty
Przeciwko budowie kolei tybetańskiej protestowali ekolodzy oraz tybetańscy działacze niepodległościowi. Tybetański rząd na uchodźstwie uważa, że linia ta oraz dalsza rozbudowa sieci kolejowej przyczyni się do dalszego napływu chińskiej ludności, wynarodowienia Tybetańczyków i do wyeksploatowania naturalnych bogactw regionu.

## Przyszłe plany

### Rozbudowa linii
Planuje się kontynuowanie prac nad tą magistralą, mających na celu połączenie sieci chińskiej z indyjską, a także ze stolicą Nepalu – Katmandu. Na chwilę obecną oddano w 2014 roku do użytku jedynie linię z Lhasy do Xigazê o długości 253 km, zaś w fazie planowania jest przedłużenie tej linii do Yadong i Burang, graniczącymi odpowiednio z indyjskimi prowincjami Sikkim i Uttarakhand, a także do Gyirong graniczącym z nepalskim regionem Madhjamańćal Wikas Kszetr.
Ponadto trwają prace nad liczącą 509 km linią mającą połączyć Golmud z Dunhuang w prowincji Gansu oraz nad linią o długości 1213 km łączącą Golmud z Korla w regionie autonomicznym Sinciang.

### Druga linia
Pierwsze wiadomości na temat budowy drugiej trasy kolejowej łączącej Tybetański Region Autonomiczny z resztą kraju zaczęły się pojawiać się w 2009 roku. Linia miała połączyć Lhasę z Chengdu, stolicą prowincji Syczuan. Faktyczne rozpoczęcie prac nastąpiło jednak dopiero w 2014 roku – w październiku został zatwierdzony plan budowy nowej linii kolejowej pomiędzy Lhasą a Nyingchi, zaś 6 grudnia rozpoczęto budowę pierwszego fragmentu drugiej linii tybetańskiej, tj. liczącego 42 km odcinka z Chengdu do Ya’an. W opublikowanym w marcu 2016 roku trzynastym pięcioletnim planie rozbudowy ChRL na lata 2016–2020 zawarta została budowa kolei Chengdu – Lhasa. Całość trasy ma mieć długość 1838 km i ma biec miasta z Chengdu przez Ya’an, Kangding, Qamdo, Nyingchi, Shannan do Lhasy. Budowa linii została podzielona na trzy odcinki: Chengdu – Kangding, Kangding – Nyingchi oraz Nyingchi – Lhasa. Pierwszy i ostatni odcinek trasy obecnie jest w trakcie budowy, zaś rozpoczęcie budowy najtrudniejszego i najdłuższego odcinka Kangding – Nyingchi zostało zaplanowane na 2019 rok; czas realizacji został określony na siedem lat. Koszt budowy całej trasy szacuje się na kwotę ok. 37 miliardów dolarów. W 2018 roku zaplanowano oddanie pierwszego odcinka trasy z Chengdu do Ya’an w prowincji Syczuan. Trasa ma w 80 procentach przebiegać przez mosty i tunele, w najwyższym punkcie osiągnie wysokość 4400 m n.p.m. i ma skrócić czas przejazdu między prowincjami z 48 do 13 godzin.